# CT slikanje z uporabo šopastega izvora žarkov
CT slikanje z uporabo šopastega izvora žarkov (tudi CBCT - Cone Beam Computed Tomography) je ena izmed vrst Računalniške tomografije (CT) pri kateri izhajajo žarki v obliki stožca(cone) - divergentni žarki. To je tudi poglavitna razlika ki ga ločuje od navadnega CT, ki za slikanje uporablja precej vzporedne žarke. Za pacienta je takšen način slikanja boljši od navadnega CT slikanja, ker prejme manjšo dozo sevanja. Zaenkrat se tako slikanje najbolj uporablja v zobozdravstvu.

## Osnove
Da lahko razumemo delovanje CBCT, moramo najprej vedeti, kako deluje rentgensko slikanje in Računalniška tomografija
Princip rentgenskega slikanja : Na eni strani tkiva imamo izvor rentgenskih žarkov, ki sevajo skozi tkivo, na drugi strani pa detektorje, ki te žarke zajamejo. Kjer bo tkivo elektronsko bolj gosto (npr. kosti in zobje), bo do detektorja prišlo manj žarkov in bo zato slika tam temnejša, kjer pa bo tkivo bolj elektronsko redko (mehka tkiva), bo do detektorja prišlo več žarkov ter bo slika posledično tam svetlejša. To sliko potem razvijemo ali digitaliziramo za opazovanje na monitorju.
Računalniška tomografija : Pri CT(computed tomography) slikanju posnamemo več rezin tkiva tako, da so senzorji razporejeni v loku. Posamezno rezino posnamemo tako da se izvor rentgenskih žarkov in njihovi detektorji nahajajo vsak na nasprotni strani tkiva ter se sučejo okoli slikane rezine. Na ta način dobimo dvodimenzionalno rezino tkiva. Nato vse skupaj premaknemo za majhno dolžino in ponovimo proces. S tem pridobimo ogromno 2D slik, ki jih nato računalniško sestavimo v trodimenzionalno podobo opazovanega tkiva. 

## Opis delovanja[1]
Za razliko od CT slikanja, kjer se uporablja vzporedni žarek in so detektorji postavljeni le v črti, so pri slikanju s šopastim izvorom žarkov senzorji postavljeni v ravnini in zato pri enem slikanju zajamejo več žarkov, kar nam omogoča, da z manj opravljenimi slikanji dobimo enako dobro sliko. To je pomembno zaradi opazne razlike v prejeti dozi sevanja, ki jo sprejme pacient, ter zmanjšanem času slikanja. Pri navadnem CT slikanju je prejeta doza sevanja večja tudi, ker je (s trenutnimi izvori rentgenskih žarkov) praktično nemogoče ustvariti popolnoma vzporedno linijo sevanja, zato jih pri vsaki sliki nekaj uide detektorjem in  zato predstavljajo nepotrebno sevanje telesu in ničesar ne pripomorejo k sliki.

## Zgodovina
Tehnologija CBCT je v primerjavi s CT in rentgenskim slikanjem relativno nova, saj je bila prvič predstavljena na evropskem trgu 1996, na ameriškem pa 2001.

## Kritike uporabe CBCT
Sevanje pri enem CBCT slikanju je odvisno od občutljivosti senzorjev, pri napravah srednjega razreda pa se giblje okoli 0,1 mSv. Pri navadnem CT je ta vrednost mnogokrat višja - okoli 2 mSv. Vseeno pa so prejete doze večje kot pri navadnem 2D slikanju - okoli 0,01 mSv (odvisno od števila slik, potrebnih za diagnozo), zato CBCT slikanje pri neodgovorni uporabi lahko predstavlja nepotrebno tveganje za pacienta.